# Catedral Metropolitana de Sorocaba
A Catedral Metropolitana de Sorocaba ou Catedral Metropolitana de Nossa Senhora da Ponte, sede da Arquidiocese de Sorocaba, localiza-se na Praça Coronel Fernando Prestes, no centro da cidade de Sorocaba, Estado de São Paulo, Brasil. Foi construída há mais de 200 anos.

## História
A catedral é derivada da segunda igreja matriz da cidade, fundada em 1771 quando chegou de Portugal a imagem de Nossa Senhora da Ponte, que atualmente encontra-se no altar principal em estilo barroco de 1771. A primeira igreja matriz foi a Igreja de Sant'anna, atual Mosteiro de São Bento. Essa curiosa invocação de Nossa Senhora, comum em Portugal, é única no Brasil. A primeira missa na Matriz de Nossa Senhora da Ponte colonial foi rezada em 1783.

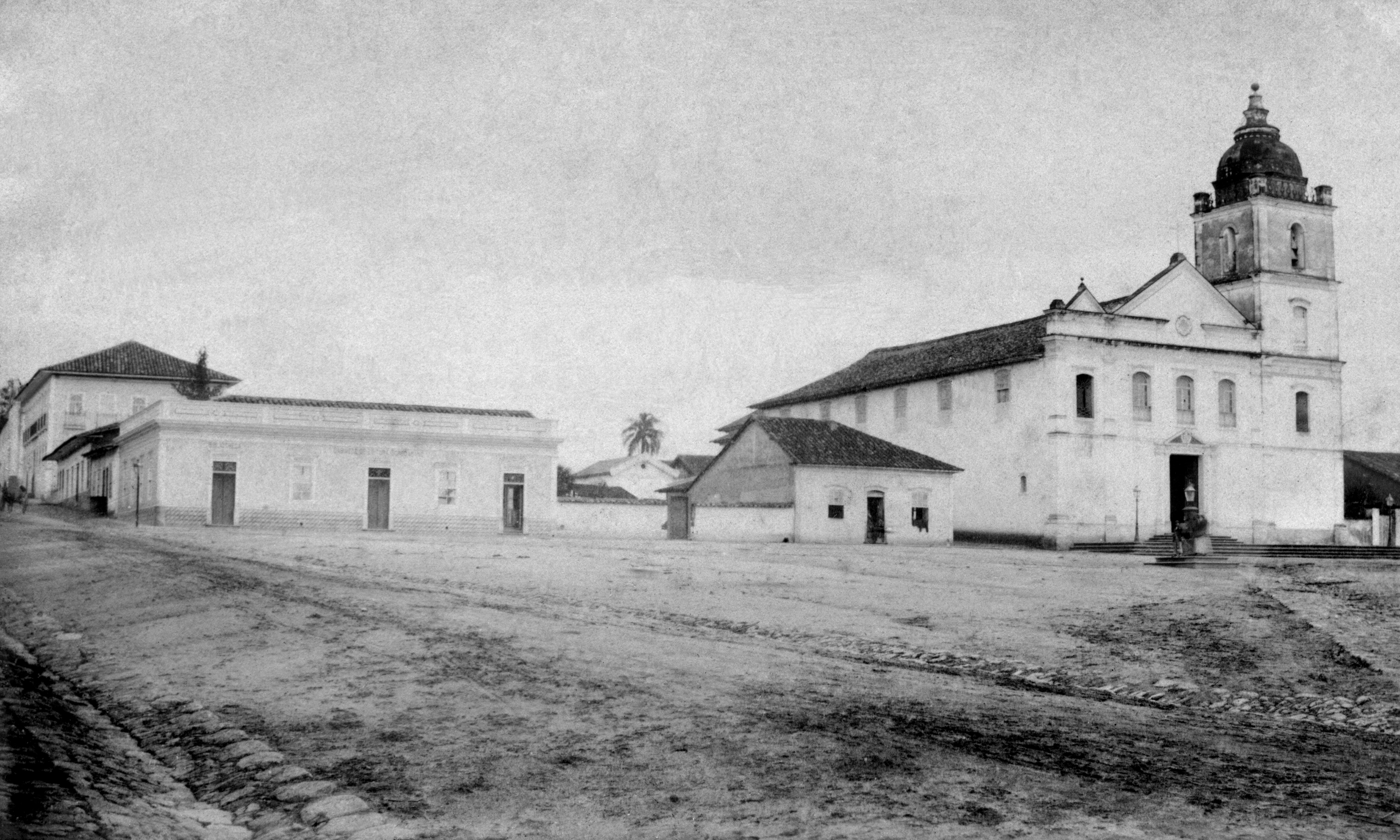
Praça Coronel Fernando Prestes, Sorocaba. Foto do final do Século XIX..

O atual edifício da igreja é o resultado de uma remodelação realizada a partir de finais do século XIX. Em 1924 a matriz foi consagrada como catedral por Dom Duarte Leopoldo e Silva, arcebispo de São Paulo. O primeiro bispo foi José Carlos de Aguirre, o Dom Aguirre. Tem notável arquitetura e belíssimos detalhes artísticos. No interior pinturas de Ernesto Tomazzini (1930) e de Bruno Giusti (1949). O gigantesco sino, instalado em sua torre, foi fundido em Sorocaba (1940), pelos irmãos Samassa, que utilizaram 50 quilos de ouro visando a qualidade sonora.
Na parte superior da Catedral há o Museu Arquidiocesano de Arte Sacra de Sorocaba que em breve irá funcionar no casarão do Largo de São Bento com a Rua Dr. Nogueira Martins, também na área central de Sorocaba.